# Tragocephala crassicornis
Tragocephala crassicornis es una especie de escarabajo longicornio del género Tragocephala, subfamilia Lamiinae. Fue descrita científicamente por Jordan en 1903.
Se distribuye por Madagascar. Posee una longitud corporal de 21-35 milímetros. El período de vuelo de esta especie ocurre únicamente en el mes de diciembre.

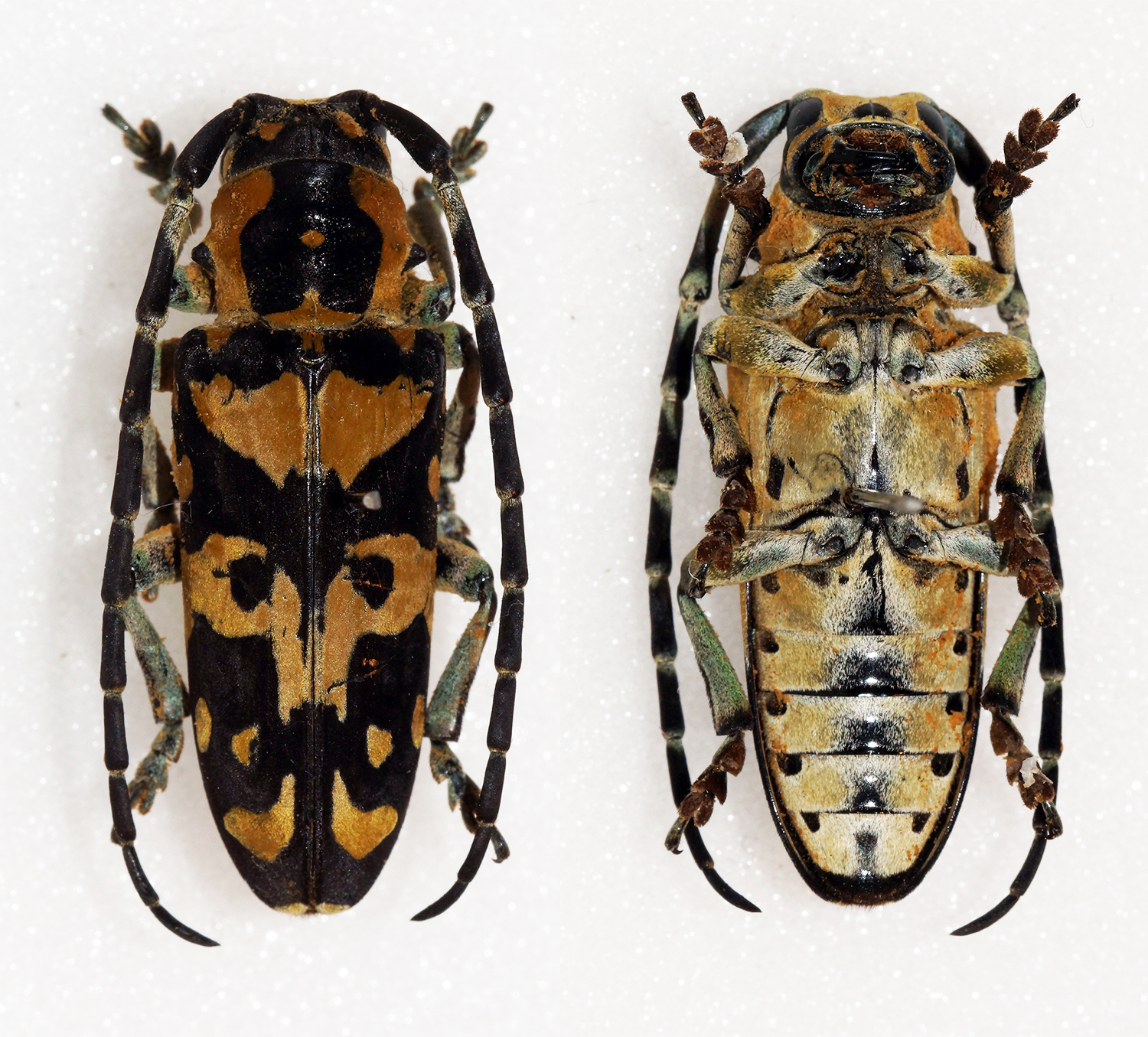
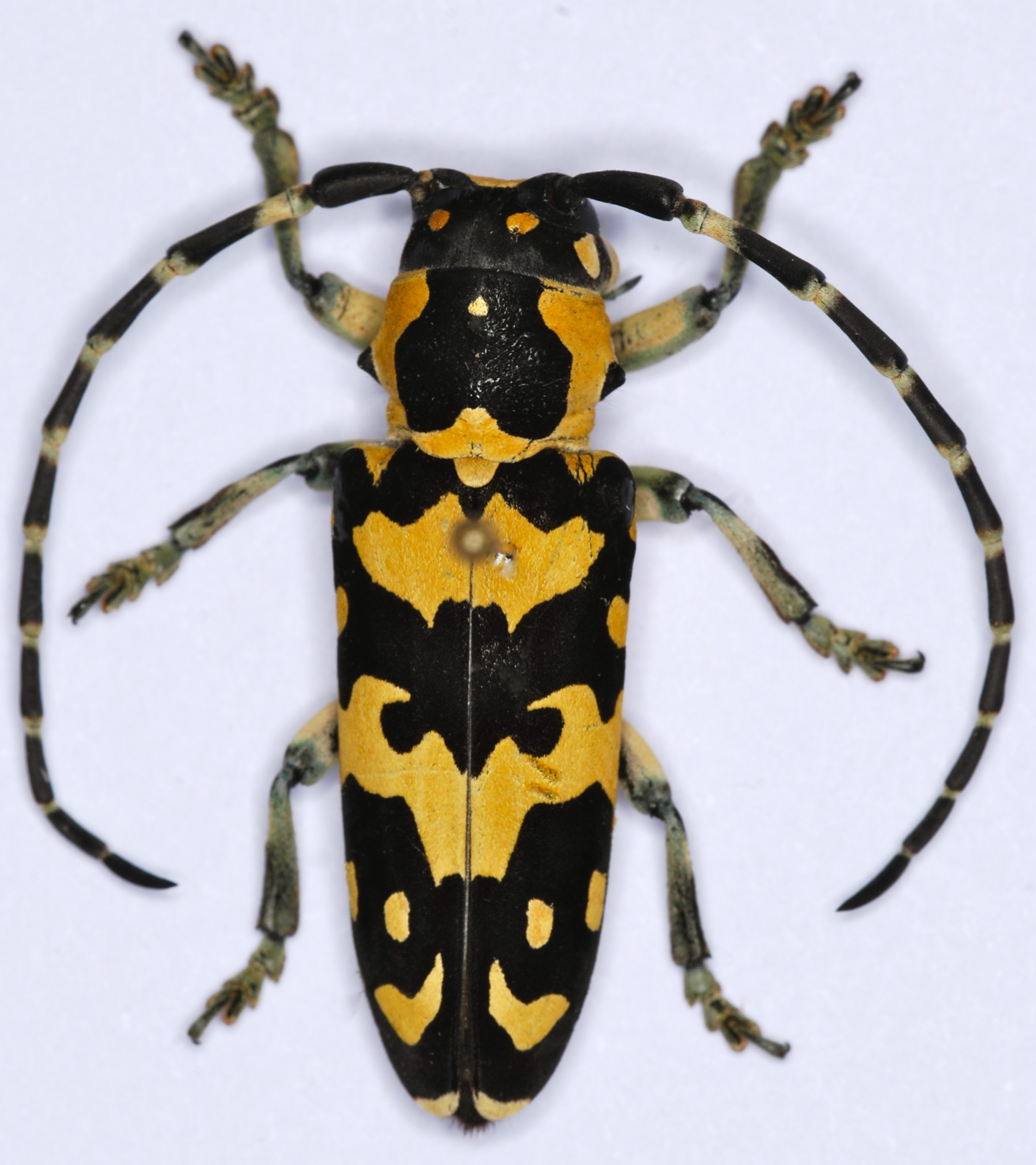
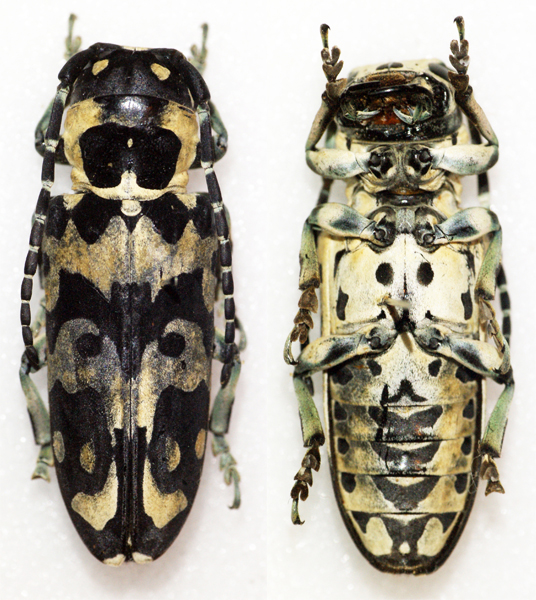